# Diego Valencia
Diego Martín Valencia Morello, noto semplicemente come Diego Valencia (Viña del Mar, 14 gennaio 2000), è un calciatore cileno, attaccante dell'Universidad Católica.

## Caratteristiche tecniche
È un centravanti dotato di buona tecnica di base che può agire anche da esterno d'attacco.

## Carriera

### Club

#### Universidad Católica
Cresciuto nelle giovanili dell'Universidad Católica, debutta ufficialmente in prima squadra il 10 giugno 2018, in occasione di una gara contro il Cobreloa valida per il secondo turno d'andata di Copa Chile. Il 21 luglio è la volta del suo esordio in campionato, avvenuto in una gara contro il Dep. Iquique.
Comincia la stagione seguente mettendo a segno una doppietta ai danni del Coquimbo Unido. Il 5 marzo 2019 fa il proprio esordio in Coppa Libertadores, in un match perso 4-1 in casa del Libertad. Il successivo 23 marzo vince la Supercopa de Chile mettendo a segno una delle cinque reti refilate al Palestino. Termina la sua seconda annata con il club cileno vincendo il campionato nazionale.
Inizia la campagna 2020 decidendo al 92' minuto la gara contro l'O'Higgins. Rispetto all'annata precedente, il giocatore si ritrova a scendere in campo con maggior continuità, alternando gare da titolare e altrettante da sostituto. Tuttavia, termina la stagione con un bottino di 4 reti in 40 presenze, vincendo nuovamente sia il campionato che la coppa nazionale.
La stagione seguente sarà molto proficua per il cileno, che, in 42 presenze totali, riuscirà a mettere a segno 17 reti, delle quali 14 in campionato. Complessivamente, in 5 stagioni con il club cileno il giocatore totalizza 132 presenze mettendo a segno 31 reti.

#### Salernitana e prestito all'Atromītos
L'11 luglio 2022 viene acquistato dalla Salernitana. Il 7 agosto esordisce con i granata nella partita dei sedicesimi di Coppa Italia contro il Parma, persa per 2-0, mentre sette giorni dopo esordisce in campionato, nella sconfitta interna contro la Roma per 1-0, rilevando nella ripresa Erik Botheim. Tuttavia, il cileno non riesce a trovare molto spazio in rosa, venendo a più riprese relegato in panchina. Termina la stagione collezionando solamente 13 presenze.
Il 9 settembre 2023 viene ceduto in prestito con diritto di riscatto all'Atromītos. Debutta ufficialmente con i ciprioti il seguente 18 settembre, in una gara casalinga pareggiata contro il Volo. Il 5 novembre trova la sua prima rete con il club, in occasione della vittoriosa trasferta contro l'Arīs Salonicco. Termina la propria esperienza ellenica mettendo a referto 30 presenze e 2 reti.
Dato il mancato riscatto dalla compagine cipriota, il giocatore fa ritorno alla Salernitana, nel frattempo retrocessa in Serie B. Inizia la campagna 2024-2025 giocando da titolare la gara contro lo Spezia valida per i trentaduesimi di Coppa Italia, mentre il 17 agosto fa il proprio esordio in campionato, in occasione del successo casalingo contro il Cittadella. Il 27 agosto segna la sua prima rete con i campani, nel successo per 3-2 contro la Sampdoria. Il 2 febbraio 2025, data l'esclusione dai piani tecnici, risolve il contratto con la società campana.

#### Ritorno all'Universidad Católica
Pochi giorni dopo avere rescisso il contratto che lo legava alla Salernitana fa ritorno all'Universidad Católica.

### Nazionale
Con la Nazionale Under-20 di calcio del Cile ha preso parte al Campionato sudamericano di calcio Under-20 2019.
Viene convocato per la prima volta in nazionale maggiore per la Copa América 2021, ma a partire dalla fine della fase a gironi, per sopperire all'infortunio di Guillermo Maripán. Esordisce il 2 luglio, nella partita persa ai quarti di finale contro il Brasile (che ne sancisce dunque l'eliminazione dal torneo), subentrando all'89º a Charles Aránguiz.

## Statistiche

### Presenze e reti nei club
Statistiche aggiornate al 2 febbraio 2025.
| Stagione                    | Squadra                     | Campionato                  | Campionato | Campionato | Coppe nazionali | Coppe nazionali | Coppe nazionali | Coppe continentali | Coppe continentali | Coppe continentali | Altre coppe | Altre coppe | Altre coppe | Totale | Totale |
| Stagione                    | Squadra                     | Comp                        | Pres       | Reti       | Comp            | Pres            | Reti            | Comp               | Pres               | Reti               | Comp        | Pres        | Reti        | Pres   | Reti   |
| --------------------------- | --------------------------- | --------------------------- | ---------- | ---------- | --------------- | --------------- | --------------- | ------------------ | ------------------ | ------------------ | ----------- | ----------- | ----------- | ------ | ------ |
| 2018                        | Universidad Católica        | PD                          | 2          | 0          | CC              | 1               | 0               | -                  | -                  | -                  |             | -           | -           | 3      | 0      |
| 2019                        | Universidad Católica        | PD                          | 17         | 4          | CC              | 2               | 0               | CL+CS              | 3+2                | 0                  | SS          | 1           | 1           | 25     | 5      |
| 2020                        | Universidad Católica        | PD                          | 30         | 4          | -               | -               | -               | CL+CS              | 4+5                | 0                  | SS          | 1           | 0           | 40     | 4      |
| 2021                        | Universidad Católica        | PD                          | 31         | 14         | CC              | 2               | 1               | CL                 | 8                  | 2                  | SS          | 1           | 0           | 42     | 17     |
| 2022                        | Universidad Católica        | PD                          | 13         | 2          | CC              | 1               | 2               | CL+CS              | 5+2                | 0+1                | SS          | 1           | 0           | 22     | 5      |
| Totale Universidad Catolica | Totale Universidad Catolica | Totale Universidad Catolica | 93         | 24         |                 | 6               | 3               |                    | 29                 | 3                  |             | 4           | 1           | 132    | 31     |
| 2022-2023                   | Salernitana                 | A                           | 12         | 0          | CI              | 1               | 0               | -                  | -                  | -                  | -           | -           | -           | 13     | 0      |
| 2023-2024                   | Atromītos                   | SL                          | 22+7       | 2+0        | CG              | 5               | 0               | -                  | -                  | -                  | -           | -           | -           | 30     | 2      |
| 2024-feb. 2025              | Salernitana                 | B                           | 4          | 1          | CI              | 1               | 0               | -                  | -                  | -                  | -           | -           | -           | 5      | 1      |
| Totale Salernitana          | Totale Salernitana          | Totale Salernitana          | 16         | 1          |                 | 2               | 0               |                    | -                  | -                  |             | -           | -           | 18     | 1      |
| Totale carriera             | Totale carriera             | Totale carriera             | 138        | 27         |                 | 13              | 3               |                    | 29                 | 3                  |             | 4           | 1           | 184    | 34     |

### Cronologia presenze e reti in nazionale

#### Under-20
| Cronologia completa delle presenze e delle reti in nazionale ― Cile under 20 | Cronologia completa delle presenze e delle reti in nazionale ― Cile under 20 | Cronologia completa delle presenze e delle reti in nazionale ― Cile under 20 | Cronologia completa delle presenze e delle reti in nazionale ― Cile under 20 | Cronologia completa delle presenze e delle reti in nazionale ― Cile under 20 | Cronologia completa delle presenze e delle reti in nazionale ― Cile under 20 | Cronologia completa delle presenze e delle reti in nazionale ― Cile under 20 | Cronologia completa delle presenze e delle reti in nazionale ― Cile under 20 |
| Data                                                                         | Città                                                                        | In casa                                                                      | Risultato                                                                    | Ospiti                                                                       | Competizione                                                                 | Reti                                                                         | Note                                                                         |
| ---------------------------------------------------------------------------- | ---------------------------------------------------------------------------- | ---------------------------------------------------------------------------- | ---------------------------------------------------------------------------- | ---------------------------------------------------------------------------- | ---------------------------------------------------------------------------- | ---------------------------------------------------------------------------- | ---------------------------------------------------------------------------- |
| 23-1-2019                                                                    | Rancagua                                                                     | Cile under 20                                                                | 1 – 0                                                                        | Brasile under 20                                                             | Sudamericano Sub-20 2019 - 1º turno                                          | -                                                                            | 90+4’                                                                        |
| 25-1-2019                                                                    | Rancagua                                                                     | Cile under 20                                                                | 0 – 1                                                                        | Colombia under 20                                                            | Sudamericano Sub-20 2019 - 1º turno                                          | -                                                                            | 90+4’                                                                        |
| Totale                                                                       |                                                                              | Presenze                                                                     | 2                                                                            |                                                                              | Reti                                                                         | 0                                                                            |                                                                              |

#### Nazionale maggiore
| Cronologia completa delle presenze e delle reti in nazionale ― Cile | Cronologia completa delle presenze e delle reti in nazionale ― Cile | Cronologia completa delle presenze e delle reti in nazionale ― Cile | Cronologia completa delle presenze e delle reti in nazionale ― Cile | Cronologia completa delle presenze e delle reti in nazionale ― Cile | Cronologia completa delle presenze e delle reti in nazionale ― Cile | Cronologia completa delle presenze e delle reti in nazionale ― Cile | Cronologia completa delle presenze e delle reti in nazionale ― Cile |
| Data                                                                | Città                                                               | In casa                                                             | Risultato                                                           | Ospiti                                                              | Competizione                                                        | Reti                                                                | Note                                                                |
| ------------------------------------------------------------------- | ------------------------------------------------------------------- | ------------------------------------------------------------------- | ------------------------------------------------------------------- | ------------------------------------------------------------------- | ------------------------------------------------------------------- | ------------------------------------------------------------------- | ------------------------------------------------------------------- |
| 2-7-2021                                                            | Rio de Janeiro                                                      | Brasile                                                             | 1 – 0                                                               | Cile                                                                | Coppa America 2021 - Quarti di finale                               | -                                                                   | 89’                                                                 |
| 5-9-2021                                                            | Quito                                                               | Ecuador                                                             | 0 – 0                                                               | Cile                                                                | Qual. Mondiali 2022                                                 | -                                                                   |                                                                     |
| 8-12-2021                                                           | Austin                                                              | Messico                                                             | 2 – 2                                                               | Cile                                                                | Amichevole                                                          | -                                                                   | 73’                                                                 |
| 11-12-2021                                                          | Los Angeles                                                         | El Salvador                                                         | 0 – 1                                                               | Cile                                                                | Amichevole                                                          | -                                                                   | 66’                                                                 |
| 6-6-2022                                                            | Daejeon                                                             | Corea del Sud                                                       | 2 – 0                                                               | Cile                                                                | Amichevole                                                          | -                                                                   | 84’                                                                 |
| 10-6-2022                                                           | Kobe                                                                | Cile                                                                | 0 – 2                                                               | Tunisia                                                             | Kirin Cup                                                           | -                                                                   | 70’                                                                 |
| 14-6-2022                                                           | Suita                                                               | Cile                                                                | 0 – 0 (1 – 3 dtr)                                                   | Ghana                                                               | Kirin Cup                                                           | -                                                                   |                                                                     |
| 23-9-2022                                                           | Cornellà de Llobregat                                               | Marocco                                                             | 2 – 0                                                               | Cile                                                                | Amichevole                                                          | -                                                                   | 73’                                                                 |
| 16-11-2022                                                          | Varsavia                                                            | Polonia                                                             | 1 – 0                                                               | Cile                                                                | Amichevole                                                          | -                                                                   | 76’                                                                 |
| Totale                                                              |                                                                     | Presenze                                                            | 9                                                                   |                                                                     | Reti                                                                | 0                                                                   |                                                                     |

## Palmarès

### Club

#### Competizioni nazionali
- Campionato cileno: 4

Universidad Católica: 2018, 2019, 2020, 2021
- Supercoppa del Cile: 3

Univ. Catolica: 2019, 2020, 2021